# Adelaide Bernardini
Adelaide Capuana Bernardini, nota anche con lo pseudonimo di Chimera (Narni, 21 maggio 1872 – Mineo, 2 novembre 1944), è stata una scrittrice, poetessa e drammaturga italiana, nonché autrice di testi di critica letteraria. Ha tradotto in italiano diverse opere teatrali in dialetto siciliano del marito Luigi Capuana. In seguito alla morte dello scrittore è stata curatrice delle sue opere.

## Biografia
Nasce in Umbria, a Narni, da Napolione Bernardini e Filomena Tei ma trascorre gran parte della sua vita a Catania.
Inizia giovanissima a scrivere poesie e novelle, a vent'anni ottiene l'abilitazione di insegnante di scuola elementare e lascia l'Italia per seguire un ufficiale dell'esercito tra Smirne e Costantinopoli. Nel 1895 i due si stabiliscono a Roma: qui Adelaide, dopo essere stata abbandonata dall'uomo, tenta di togliersi la vita in una camera dell'Albergo Cavour ingerendo oppio. Sopravvive, la notizia fa scalpore e la stampa nazionale riporta le sue righe d'addio:
Il noto scrittore Luigi Capuana in quel momento si trovava a Roma, legge questa lettera su un quotidiano: colpito dalla vicenda e dalle parole della giovane, inizia con lei un rapporto epistolare (firmandosi Renato), successivamente le propone di lavorare come copista, segretaria e custode della sua biblioteca. Questo lavoro permette alla giovane autrice di dedicarsi con maggiore assiduità alla scrittura, inoltre Capuana la presenta al mondo letterario con cui era in contatto a Roma e promuove le sue opere. Da questo momento, infatti, le pubblicazioni diventano sempre più regolari: sono molte le collaborazioni con riviste di diversa natura, dalle testate nazionali come «Il Fanfulla della domenica» e il «Secolo XX» a quelle con diffusione regionale come «L'Ora» e «Sicilia», dalle riviste letterarie come «Poesia» e «Nuova Antologia», ai periodici dal taglio femminile come «La Donna» e «Cordelia». Si dedica inoltre alla scrittura per il teatro, collaborando anche con artisti come Nino Martoglio, Giovanni Grasso e Angelo Musco. Mentre cresce la sua popolarità emergono i primi dissidi con intellettuali e scrittori che sminuiscono il valore delle sue opere e associano la sua affermazione al prestigio di Capuana.
Intanto il rapporto di lavoro si trasforma in una relazione alla luce del sole: nel 1902 i due scrittori si trasferiscono a Catania dove il maestro verista aveva ottenuto la cattedra di Lessicografia e stilistica e il 23 aprile 1908 si sposano; testimone di nozze Giovanni Verga.

### Le "querelles" col mondo letterario

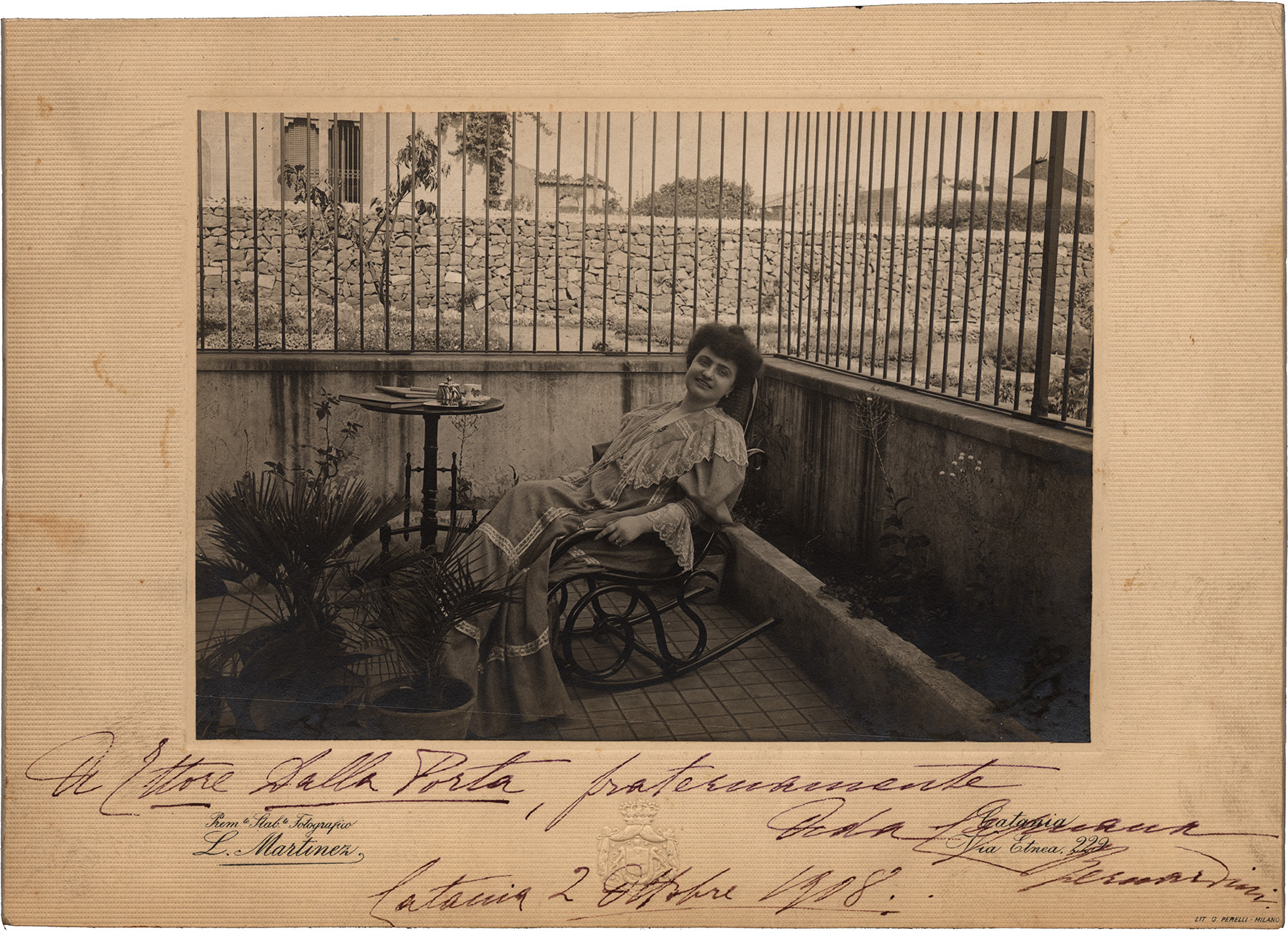
Ritratto di Adelaide Capuana Bernardini. Foto di Luigi Martinez, Catania, 1908.

Da questo momento Adelaide Bernardini si trova al centro di pregiudizi e polemiche sempre più aspre. Se Mara Antelling la recensisce severamente e non la include nel suo catalogo delle scrittrici italiane, definendola una “sponsorizzata femme de lettres”, la pubblicazione sulla rivista «Poesia» della lirica in forma di racconto Barca nova aveva attirato le attenzioni di Filippo Tommaso Marinetti. Questo legge il manoscritto della raccolta Sottovoce e si dichiara interessato a farla pubblicare dalla Casa editrice di Poesia, pretende, però, che l'autrice trovi un titolo più consono ai toni virili del futurismo. Lei si rifiuta e nella prefazione al volume che è costretta a pubblicare con un altro editore espone pubblicamente la vicenda.

Nel 1913 il critico letterario Francesco Biondolillo pubblica un testo polemico esplicitamente denominato Macellatio Capuanae Bernardinaeque, con l'intenzione di ridicolizzare le competenze critiche di Capuana.

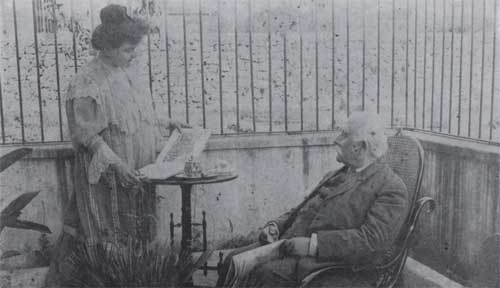
Adelaide Bernardini e Luigi Capuana

Più note le polemiche con Luigi Pirandello: a partire dal 1915, dopo la morte dell'amico scrittore, il rapporto con Adelaide Bernardini è sempre più teso fino a diventare insanabile nel 1922 quando lei tenta di mettere all'asta il manoscritto originale de I Malavoglia, suscitando l'indignazione dell'autore siciliano. Poco tempo dopo la scrittrice invia una lettera a «Il Giornale d'Italia» in cui lo accusa di aver plagiato la novella di Capuana Dal taccuino di Ada nel I atto della sua commedia Vestire gli ignudi. Fin dal titolo, il racconto prendeva spunto dalle vicende personali dei coniugi Capuana, di conseguenza anche il dramma pirandelliano raccontava gli avvenimenti che avevano spinto la giovane al suicidio e gli avvenimenti successivi. Pirandello, che aveva sempre disapprovato la relazione dell'amico, risponde dalle pagine del quotidiano «L'Epoca»: dichiara di essersi ispirato a un caso reale, un "documento umano". La polemica finisce per rivoltarsi contro di lei, rendendo pubblica la sua vita privata.

## Opere

### Narrativa in volume
- La signora vita e la signora morte, Catania, Niccolò Giannotta Editore, 1891 (novelle); ristampa, Milano, Fratelli Treves, 1920
- Prime novelle, Catania, Niccolò Giannotta Editore, 1899 (novelle)
- Le spine delle rose, Casa Editrice Nazionale Roux e Viarengo, 1905 (novelle)
- La vita urge..., Napoli, Ferdinando Bideri Editore, 1907 (novelle)
- Marionette da salotto, Milano, Vitagliano, 1920 (novelle)
- Mai!, Milano, s.e., 1921 (romanzo)
- Un uomo di ieri, Palermo, Remo Sandron, 1922 (romanzo breve)

### Narrativa per ragazzi
- Il tenorino, Firenze, Bemporad, 1894 (novella); ristampa Palermo, Libreria internazionale A. Reber, 1913
- La bambola rubata, Palermo, Salvatore Biondo, 1899 (novella)
- Regalucci a Betty, Palermo, Remo Sandron, 1898 (novella)
- Guerra in tempo di... uva, Palermo, Remo Sandron, 1898 (novella); ristampa Palermo-Roma, Remo Sandron, 1926
- Contessina, Palermo, Remo Sandron, 1899 (novella); ristampa Palermo-Roma, Remo Sandron, 1926
- Pittore in erba, Palermo, Remo Sandron, 1899 (novella); ristampa Düsseldorf, Reink Books, 2018
- La bambola rubata, Palermo, Salvatore Biondo Editore, 1899 (novella)
- Tottòra, Palermo-Roma, Remo Sandron, 1926 (novella)
- E, allora, che babbo sei?, Torino, Paravia, 1931 (novelle e fiabe)
- Adelaide Bernardini e Luigi Capuana, Il figlio di Scurpiddu, Mondadori, 1933 (romanzo breve)

### Racconti in volume e antologie
- Dopo il no, in La signora vita e la signora morte, 1891, poi in Dopo il no, Milano, Fratelli Treves, 1899
- L'altro dissidio, in La signora vita e la signora morte, 1891, poi in L'altro dissidio, Napoli, Filema, 2000
- Colei che tradiva, in Le spine delle rose, 1905, poi in Tra letti e salotti a cura di Gisella Padovani e Rita Verdirame, Palermo, Sellerio, 2001
- Fatalità, in Giornale dell’Isola Letterario, 15 febbraio 1919, poi in Le Forme e la storia, Rivista di Filologia moderna, anno 2010, n.1, Catanzaro, Rubbettino Editore, 2010.

### Poesia
- Intime, Roma, Tipografia dell'opinione, 1896
- Nuove intime, Catania, Niccolò Giannotta Editore, 1898
- Sottovoce, Lanciano, Carabba, 1898; ristampa Catania, Niccolò Giannotta Editore, 1911
- Flos Animae, Trieste, Ferretti, 1900
- Rime amorose (dal diario di Lydia), Acireale, Renato Editore, 1903
- Barca nova. Lirica in forma di racconto in «Poesia», II, n.1/2 febbraio-marzo 1906
- Amaritudini, Ancona, G. Puccini e figli, 1911

### Teatro
- Fulvia Tei, dramma in un atto in prosa, Catania, Niccolò Giannotta Editore, 1898
- L'integro, dramma in tre atti, Lanciano, Carabba, 1899; ristampa id., 1911
- Rovina, dramma in un atto in prosa, Napoli, Tipografia Melfi & Joele, 1902 (Estratto dalla Rivista Teatrale Italiana Anno II - Vol. IV - Fasc. 2, 1 agosto 1902)
- Oh! Le sfumature (Raccolto all'interno di La vita urge...), 1907[19].
- Ammatula!, dramma in un atto, tradotto in dialetto Siciliano da Luigi Capuana, Catania, Niccolò Giannotta Editore, 1909, poi id., 1915
- Rivelazioni, un atto, Napoli, Tirrena, 192.!
- Per ferire! (Raccolto in La signora vita e la signora morte), 1920[19].

### Scritti critici
- Per Salvatore Giuliano. Commemorazione, Catania, La Siciliana, 1910
- L' amore e il dolore nelle poesie di G. A. Cesareo. Studio critico, Catania, Francesco Battiato, 1913